# Ixora syringiflora
Ixora syringiflora là một loài thực vật có hoa trong họ Thiến thảo. Loài này được (Schltdl.) Müll.Arg. mô tả khoa học đầu tiên năm 1875.